# Leo Laporte
Léo Gordon Laporte (Manhattan, 29 novembre 1956) è un conduttore televisivo statunitense.

## Biografia
Nasce il 29 novembre 1956 a Manhattan, New York. Oltre ad essere un famoso autore e imprenditore è anche un famoso conduttore televisivo di numerosi programmi sulla tecnologia. Studia per tre anni storia cinese presso l'Università di Yale, per proseguire la sua carriera alla radio. Dopo aver acquistato il suo primo computer da tavolo, un Atari 400, inizia ad interessarsi con passione alla tecnologia, che lo porta ad acquistare nel 1984 il suo primo Macintosh.

### Televisione e radio
Laporte ha lavorato in molti programmi americani sulla tecnologia tra cui Dvorak on Computer, nel gennaio 1991, e Laporte on computers, su Radio KGO e KSFO a San Francisco. Laporte era anche il conduttore del programma Internet! su PBS, e The Personal Computing Show su CNBC. Nel 1997, conquista un Emmy Award grazie al suo contributo su MSNBC.
Nel 1998, ha creato e co-ospitato The Screen Savers e la versione originale di Call for Help sul network ZDTZ.
Leo Laporte conduce un programma radiofonico orientato sulla tecnologia, The Tech Guy. Un programma che ebbe inizio su KFI AM 640 (Los Angeles), mentre ora è trasmesso da Premiere Networks e Radio XM Satellite.

### Libri
Ha scritto numerosi libri sulla tecnologia, tra cui:
- 101 Computer Answers You Need to Know
- Leo Laporte's 2005 Gadget Guide[7]
- Leo Laporte's Guide to TiVo
- Leo Laporte's Guide to Mac OS X Tiger
- Leo Laporte's PC Help Desk.

Ha contribuito a periodici tra cui BYTE InfoWorld e MacUser.